# Future Nostalgia
Future Nostalgia är ett musikalbum av den brittiska artisten Dua Lipa. Albumet släpptes den 27 mars 2020 av Warner Bros. Records. Det är hennes andra studioalbum efter det självbetitlade debutalbumet som utkom 2017. Albumets titel syfter till att många av skivans låtar har en ljudbild inspirerad av 1980-talets danspop och disco. Dua Lipa har samskrivit samtliga av albumets låtar med olika låtskrivare. 
Den 1 november 2019 släpptes albumets första singel, "Don't Start Now". Singeln nådde topp tre i både Storbritannien och USA. "Physical", blev den andra singeln att släppas, den 31 januari 2020. Den tredje singeln, "Break My Heart", släpptes den 25 mars 2020, två dagar före albumets premiärdatum. Albumets femte singel, "Levitating" släpptes den 2 oktober 2020. Den femte singeln, "Love Again" släpptes i Frankrike den 11 mars 2021 och internationellt den 4 juni 2021. Albumet var ursprungligen planerat att släppas den 3 april 2020, men utgivningsdatumet flyttades framåt efter att albumet läckt ut två veckor tidigare. För att marknadsföra albumet är Lipa redo att ge sig ut på en turné, Future Nostalgia Tour, som börjar i februari 2022.
Albumet har nått förstaplatsen på brittiska albumlistan UK Albums Chart. Det har nått förstaplatsen och topp 10 i flera europeiska länder och nått tredjeplats på amerikanska Billboard 200-listan. År 2021 vann albumet en Grammy priset för bästa popalbum.
Dua Lipa släppte en ny version av “Future Nostalgia” 2023.

## Koncept
Skivomslaget på Future Nostalgia togs av den franske fotografen Hugo Comte, som också hanterade den kreativa riktningen. Den släpptes den 13 november 2019 och Lipa avslöjade den 29 januari 2020, tillsammans med albumets utgivningsdatum. Skivomslaget till Future Nostalgia visar Lipa i ett retrofordon. En mörk himmel med en blå måne dyker upp bakom henne. Lipa kan också ses ha en rosa skjorta i 1950 -talsstil.
Lipa avslöjade att hon ville skapa ett album med barndomsnostalgiska minnen och ge det en modern känsla med futuristiska inslag, varför hon valde den titeln. Den är avsedd att beskriva "en framtid med oändliga möjligheter samtidigt som du använder ljudet och stämningen av lite äldre musik."

## Musik och låttext
Future Nostalgia är en danspop, nu-disco, pop-funk och syntpop-skiva med flera 1980-tal och retrofuturismpåverkan och inslag av Eurodance, hi-NRG, house, techno och R&B Dua Lipa beskrev det som en popskiva som "känns som en dansklass", hon tog inspiration från 1970-, 1980-, 1990- och 2000-talsmusiken för att skapa ett ljud som kändes bekant och helt nytt samtidigt. Albumets struktur består av funkbasgitarrer, elektroniska beats, disco-strängar och mer. Albumet har teman av romantikens föränderliga natur, bemyndigande, jämlikhet, sårbarhet och mer.
Kritiker fann likheter med arbetet med Blondie, Chic, Daft Punk, Madonna, Kylie Minogue, Moloko etc.

## Mottagande
Future Nostalgia fick utbredd beröm från musikkritiker. På Metacritic, som tilldelar ett normaliserat betyg av 100 till recensioner från professionella publikationer, har albumet ett snittbetyg på 88.Enligt Metacritic var det ett av årets mest hyllade album.
Albumet placerade sig också på topp tio på årets listor med flera publikationer, inklusive att ses som 2020: s bästa album av Entertainment.ie, Gaffa, GQ, People, Slate och Vogue India. Albumet fanns med på orankade listor av Allmusic (general och pop), BBC, Billboard, Esquire, Evening Standard etc. 

## Låtlista
1. "Future Nostalgia"
2. "Don't Start Now"
3. "Cool"
4. "Physical"
5. "Levitating"
6. "Pretty Please"
7. "Hallucinate"
8. "Love Again"
9. "Break My Heart"
10. "Good in Bed"
11. "Boys Will Be Boys"